# Povo africano
O termo povo africano pode referir-se a pessoas que vivem na África, ou as pessoas que traçam a sua ascendência a habitantes naturais da África. Isto inclui os membros da "Diáspora africana" resultante do Tráfico de escravos do Atlântico, como negro britânico, afro-latino-americano, afro-americanos, afro-caribenhos, e afro-canadenses. O conceito de 'Black people' Povo negro é muitas vezes utilizado como sinônimo de pessoas de ascendência africana (em particular na África Subsaariana), particularmente nas Américas e Europa, embora os dois termos não sejam considerados sinônimos.

## O povo da África
O continente africano é hoje o habitat de muitos grupos diferentes de pessoas com culturas e histórias estabelecidas na terra ao longo de vários séculos. Um povo de um vasto leque de características fenotípicas, indígena e estrangeira para o continente, de origens diversas, bem como vários traços culturais, comuns, traços artísticos variando em semelhança. As distinções dentro do próprio continente africano, como os climas diferentes em todo o continente criaram a diversidade em estilos de vida entre os seus habitantes dentro dos seus desertos e selvas, em relação também a população africana que vive em cidades modernas através do continente.